# پیتر روبزون
پیتر روبزون (انگلیسی: Peter Robeson; ۲۱ اکتبر ۱۹۲۹ – ۲۹ سپتامبر ۲۰۱۸) سوارکار پرش اهل بریتانیا بود.